# Le Soir
Le Soir (en català El Vespre) és un diari belga de format berlinès.
Fou fundat el 1887 per Emile Rossel. És l'únic diari belga que des de l'inici, mai no va afiliar-se a una única tendència política, com era de costum al segle xix, o cada publicació era catòlica, liberal o socialista, i que sengles tractaven fins als anys 1980 les notícies amb una interpretació estrictament conforme a la ideologia i quasi tots estaven parcialment finançats pel partit polític o el sindicat propietari.
Le Soir és el diari francòfon més popular de Bèlgica. Durant l'ocupació nazi fou vist com un diari col·laboracionista, però és vist com a socialment més progressista i obertament federalista en l'apartat polític, comparat amb els seus competidors principals La Libre Belgique,  a l'origen un diari catòlic i La Dernière Heure d'obediència liberal. Amb la secularització i l'emancipació progressiva de la societat belga, els diaris van secularitzar-se també o desaparèixer, com que una tutela ideològica massa explícita era passat de moda.